# Kurt-Lee Arendse

a Compétitions nationales et continentales officielles uniquement.

b Matchs officiels uniquement.
Dernière mise à jour le 16 août 2025.
Kurt-Lee Arendse, né le 17 juin 1996 à Paarl (Afrique du Sud), est un joueur international sud-africain de rugby à XV et à sept, évoluant aux postes d'arrière ou d'ailier. Il joue avec le club japonais du Mitsubishi Sagamihara Dynaboars prêté par franchise sud-africaine des Bulls depuis 2024.
Il remporte la Coupe du monde en 2023.

## Biographie

### Jeunesse et formation
Kurt-Lee Arendse naît et grandit à Paarl dans le Cap-Occidental, et commence à jouer au rugby à XV à l'âge de neuf ans. Il est ensuite scolarisé à la Paulus Joubert Secondary School de Paarl, où il pratique le rugby avec l'équipe de l'établissement,.
Parallèlement au championnat lycéen, il représente la sélection de rugby à sept des moins de 18 ans de la province du Boland.
Après avoir terminé le lycée, il rejoint l'université du Cap-Occidental, où il étudie l'économie. Il représente l'équipe de rugby de l'université, et dispute dans un premier temps le championnat universitaire nommé Varsity Shield (deuxième division de la Varsity Cup (en)). Il se fait immédiatement remarquer par son talent, notamment ses qualités de vitesses et d'appuis,. Il participe alors pleinement à la victoire de son équipe dans ce championnat, et à l'accession en Varsity Cup, en étant nommé meilleur joueur de son équipe.
Il joue également avec l'équipe des moins de 19 ans en Western Province en 2015. Il représente ensuite celle des moins de 20 ans du Boland en 2016, et enfin l'équipe des moins de 21 ans de la Western Province en 2017.

### International sud-africain à sept (2019-2021)
En 2018, Arendse rejoint l'Academy nationale de rugby à sept. Avec cette sélection espoir sud-africaine, il dispute plusieurs tournois en Amérique du Sud au début de l'année 2019.
En mars 2019, il est appelé au sein de la sélection sud-africain à sept pour disputer le Tournoi de Vancouver comptant pour les World Rugby Sevens Series. Il joue son premier et unique match de ce tournoi lors de la demi-finale contre les Fidji. Il joue ensuite trois autres tournois lors de la saison, s'imposant petit à petit au sein de l'effectif,.
La saison suivante, il joue quatre tournois avant que la saison ne soit arrêtée à cause de la pandémie de Covid-19. Au début de l'année 2020 il fait, comme un certain nombre de ses coéquipiers, une pige avec le Monaco rugby sevens lors du Supersevens 2020.

### Passage au rugby à XV avec les Bulls et débuts avec lesSpringboks(depuis 2020)
Après l'interruption de la saison de rugby à sept, il rejoint jusqu'à la fin de l'année 2020 la franchise des Bulls, et dispute le Super Rugby Unlocked (en). Il joue quatre matchs, et inscrit deux essais, lors de la compétition que remporte son équipe,. Plus tard lors de la saison, il remporte également la Currie Cup avec les Blue Bulls.
Au début de l'année 2021, il fait son retour avec les Blitzboks pour préparer les Jeux olympiques de Tokyo. Il fait effectivement partie du groupe retenu pour la compétition en juillet 2021. Les Sud-africains terminent finalement à la cinquième place du tournoi.
Il retourne jouer avec les Blue Bulls en août 2021, et remporte une nouvelle fois la Currie Cup,.
En 2021-2022, Arendse dispute avec les Bulls leur première saison de United Rugby Championship, et termine la compétition à une place de finaliste,.
Dans la foulée de sa saison réussie en URC, il est appelé pour la première fois avec les Springboks par le sélectionneur Jacques Nienaber en juin 2022, afin de préparer la série de test-matchs face au pays de Galles. Il connaît sa première sélection lors du deuxième match de la série, le 9 juillet 2022 à Bloemfontein. Un mois plus tard, il est retenu pour le Rugby Championship 2022, et obtient sa deuxième sélection face à la Nouvelle-Zélande. Il inscrit son premier essai en sélection lors de ce match, mais écope également d'un carton rouge pour avoir déséquilibré Beauden Barrett lors d'un duel aérien. Il reçoit pour ce geste une suspension de quatre semaines.
En juin 2023, il est sélectionné par Jacques Nienaber dans un groupe de quarante joueurs pour préparer le Rugby Championship,. Il joue deux matchs dans cette compétition, marquant trois essais. Puis, début août, il est sélectionné pour participer à la Coupe du monde 2023.  Durant le Mondial, il dispute cinq rencontres, toutes en tant que titulaire et marque deux essais : un en phase de poule contre l'Écosse et un en quart de finale face à la France. Son pays se qualifie en finale où il affronte la Nouvelle-Zélande. Kurt-Lee Arendse est titularisé et joue toute la rencontre qui voit son équipe l'emporter 12-11. Les Springboks sont donc champions du monde pour la quatrième fois de leur histoire, devenant l'équipe la plus titrée de la compétition désormais,,. Arendse remporte quant à lui son premier titre en sélection.

## Palmarès

### En club
- Vainqueur du Super Rugby Unlocked (en) en 2020 avec les Bulls.
- Vainqueur de la Currie Cup en 2020-2021 et 2021 avec les Blue Bulls.
- Finaliste du United Rugby Championship en 2022 et 2024 avec les Bulls.

### En équipe nationale
- Vainqueur de la Coupe du monde en 2023 avec l'équipe d'Afrique du Sud.
- Vainqueur du Rugby Championship en 2024

### Distinctions personnelles
- Membre de l'équipe type du United Rugby Championship en 2024.